# قائمة المواقع والمعالم المصنفة في ولاية سطيف
هذه قائمة حصرية للمواقع الأثرية والمعالم التاريخية المصنفـــة حسب وزارة الثقافة والاتصال (الجزائر) لولاية سطيف
| رقم    | اسم                                                       | وصف | موقع | مدينة | قسم  | الإحداثيات | صورة        |
| ------ | --------------------------------------------------------- | --- | ---- | ----- | ---- | ---------- | ----------- |
| 19-001 | قرية تيجيبث قرقور منظر طبيعي قنزات                        |     |      |       | سطيف |            | صورة        |
| 19-002 | مضايق شعبة لقرع منظر طبيعي قنزات                          |     |      |       | سطيف |            | صورة        |
| 19-003 | أراضي ومعالم كويكول القديمة جميلة                         |     |      |       | سطيف |            | Upload file |
| 19-004 | قلعة سطيف                                                 |     |      |       | سطيف |            | صورة        |
| 19-005 | المنطقة الأثرية : حي الكنيسة ، الصور ، السيرك ، حي المعبد |     |      |       | سطيف |            | صورة        |
| 19-06  | منظر أقجان عين الكبيرة                                    |     |      |       | سطيف |            | صورة        |
| 19-07  | منبع عين الفوارة سطيف                                     |     |      |       | سطيف |            | Upload file |
| 19-08  | منبع تاريخي لعين منعة                                     |     |      |       | سطيف |            | صورة        |